# Michel Deville
Pour les articles homonymes, voir Deville.
Michel Deville est un scénariste et réalisateur français, né le 13 avril 1931 à Boulogne-Billancourt (Seine) et mort le 16 février 2023 dans la même ville.

## Biographie
Michel Deville grandit dans la maison attenante à la petite usine de poterie pour jardins dont son père a hérité rue de Bellevue à Boulogne-Billancourt, ville où il habitera toute sa vie.
Il entre dans le milieu du cinéma par l'assistanat, notamment auprès d'Henri Decoin pendant presque une décennie. D'abord stagiaire à la réalisation, il grimpe tous les échelons jusqu'à devenir 1er assistant.
Il vole de ses propres ailes en créant en 1961 sa propre société de production, Éléfilm, pour financer son premier film réalisé seul Ce soir ou jamais. Ses films suivants, Adorable Menteuse, À cause, à cause d'une femme et même Lucky Jo tranchent sur la production cinématographique de l'époque par leur ton poético-humoristique ; ils sont néanmoins bien accueillis tant par les critiques professionnels que par le grand public.
En 1970, il devient l'un des administrateurs de la société de production de son ami critique, cinéaste et romancier Michel Mardore, Nadja films, jusqu'en 2000, date de sa clôture. Il collabore d'abord avec Nina Companeez qui signe le scénario de tous ses films, de Ce soir ou jamais (1961) jusqu'à Raphaël ou le Débauché (1971), films qu'il cosigne parfois lui-même. Avec le succès de ce dernier film, faisant suite à ceux de Benjamin ou les Mémoires d'un puceau (1968) et L'Ours et la Poupée (1969), un des derniers films de Brigitte Bardot, le duo de scénaristes acquiert au sein du cinéma français une réputation de finesse et d'élégance dans la description des rapports de couple.

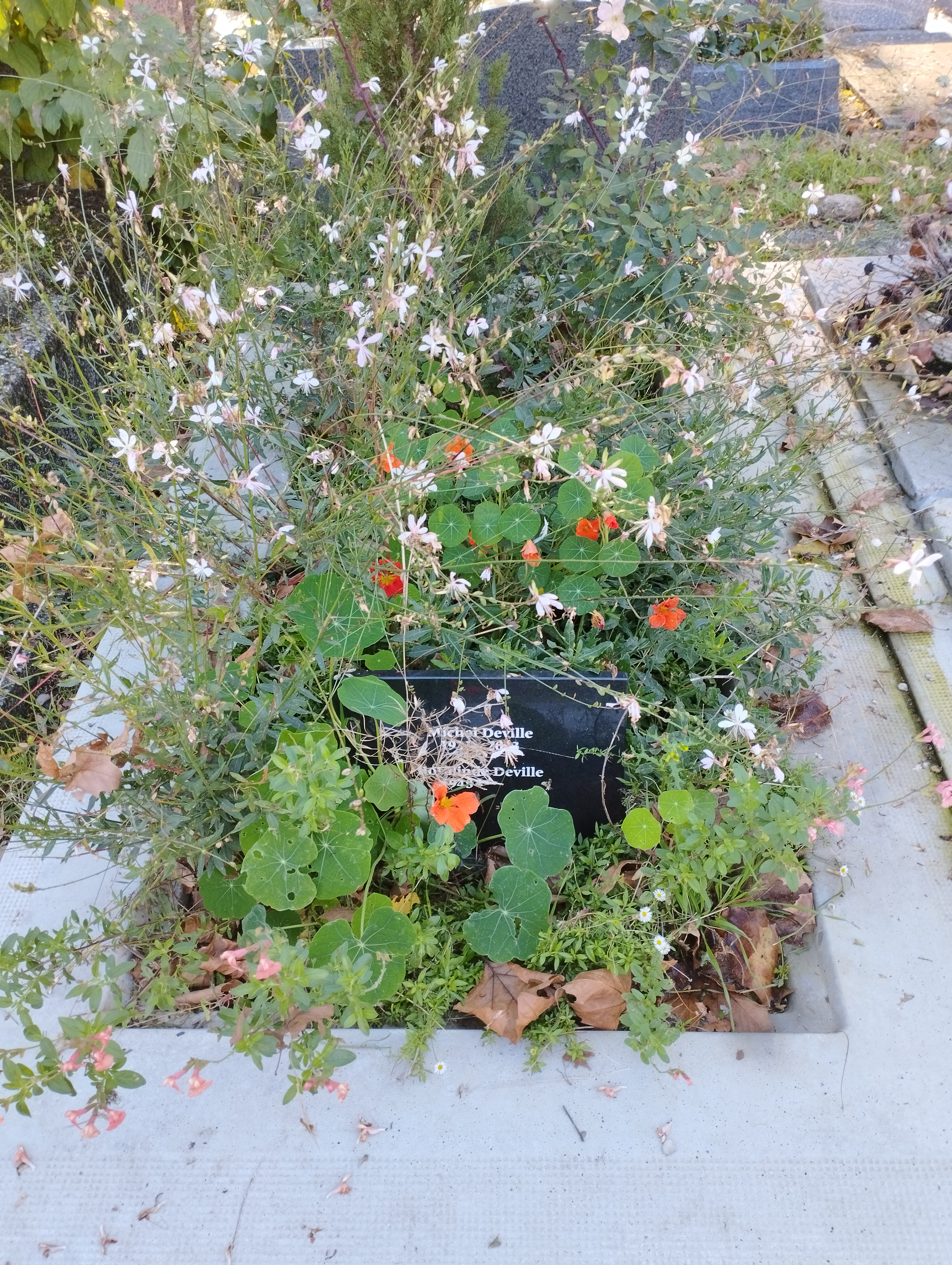
Tombe de Michel Deville au cimetière Pierre-Grenier de Boulogne-Billancourt.

Par la suite, ses films portent souvent la marque d'une attention originale à la forme : ses adaptations de Dossier 51 en caméra subjective ou, inversement, de la Maladie de Sachs, où l'on entend les pensées des protagonistes, l’enchaînement de séquences en ellipses de Péril en la demeure, la plastique de Toutes peines confondues, La Petite Bande réalisée sans dialogue, etc. À partir de Péril en la demeure (1984), il travaille avec son épouse, Rosalinde Damamme, rencontrée durant le tournage de L'Ours et la Poupée et qui co-écrit et produit dès lors la plupart de ses films dont Le Paltoquet en 1986, sulfureux ballet se déroulant entre le rêve et la réalité. Dans les années 1990, sa production se ralentit à un film tous les trois ans environ.
Il est membre du jury du festival de Cannes 1984. En 1996, il apparaît dans Le Fils de Gascogne de Pascal Aubier, où il joue son propre rôle.
Son décès survenu le 16 février 2023 à son domicile est annoncé par son épouse le 20 février, jour où Michel Deville a été inhumé au cimetière Pierre-Grenier à Boulogne-Billancourt.

## Filmographie

### Cinéma
- 1958 : Une balle dans le canon - coréalisation avec Charles Gérard
- 1961 : Ce soir ou jamais - également co-scénariste
- 1962 : Adorable Menteuse - également scénariste
- 1963 : À cause, à cause d'une femme - également co-scénariste et producteur
- 1963 : L'Appartement des filles - également co-scénariste
- 1964 : Lucky Jo - également co-scénariste
- 1966 : On a volé la Joconde
- 1966 : Martin soldat
- 1967 : Tendres Requins
- 1968 : Benjamin ou les Mémoires d'un puceau
- 1969 : Bye bye, Barbara - également co-scénariste
- 1970 : L'Ours et la Poupée - également co-scénariste
- 1971 : Raphaël ou le Débauché - également co-scénariste
- 1973 : La Femme en bleu
- 1974 : Le Mouton enragé
- 1977 : L'Apprenti salaud - également scénariste et dialoguiste
- 1978 : Le Dossier 51 - également scénariste
- 1980 : Le Voyage en douce - également scénariste
- 1981 : Eaux profondes - également scénariste
- 1983 : La Petite Bande
- 1985 : Péril en la demeure - également scénariste et dialoguiste
- 1986 : Le Paltoquet - également scénariste
- 1988 : La Lectrice - également scénariste
- 1990 : Nuit d'été en ville
- 1992 : Toutes peines confondues
- 1991 : Contre l'oubli, segment Pour Nguyen Chi Thien
- 1993 : Aux petits bonheurs
- 1996 : La Divine Poursuite - également scénariste
- 1999 : La Maladie de Sachs - également scénariste
- 2002 : Un monde presque paisible
- 2005 : Un fil à la patte

### Télévision
- 1983 : Les Capricieux
- 1962 : Les Petites Demoiselles (court métrage)

## Distinctions

### Récompenses
- Prix Louis-Delluc 1967 pour Benjamin ou les mémoires d'un puceau
- Prix Louis-Delluc 1988 pour La lectrice
- César 1979 : meilleur scénario original ou adaptation pour Dossier 51
- César 1986 : meilleur réalisateur pour Péril en la demeure

### Nominations
- César 1979 : meilleur réalisateur et meilleur film pour Dossier 51
- César 1986 : meilleur scénario original ou adaptation et meilleur film pour Péril en la demeure
- César 1989 : meilleur scénario original ou adaptation, meilleur film et meilleur réalisateur pour La lectrice
- César 2000 : meilleur scénario original ou adaptation, meilleur réalisateur pour La maladie de Sachs

## Publications
- Poèmes zinopinés, Saint-Germain-des-Prés, coll. « Miroir oblique », Paris, 1972, 117 p.
- Poèmes zinadvertants, Saint-Germain-des-Prés, coll. « Chemins profonds », Paris, 1982, 43 p., broché, 13,5 x 20,5 cm  (ISBN 2-243-01700-8)
- Poèmes zimpromtus, Saint-Germain-des-Prés, Paris, 1985, 46 p., broché, 13,5 x 20,5 cm
- Poèmes zimprobables, Saint-Germain-des-Prés, coll. « Poésie pour rire », Paris, 1987, 46 p., broché, 13,5 x 20,5 cm
- Poézies, Cherche Midi, Paris, 1990,
- Mots en l'air, Cherche Midi, Paris, 1993,
- L'Air de rien, Cherche Midi, Paris, 1997,
- Rien n'est sûr, Cherche Midi, Paris, 2002,
- Vous désirez ?, Éditions du Seuil, Paris, 2007,
- Les Haïkus du loup hilare, L'Atelier des champs, Paris, 2011,
- Prends-moi, Cherche Midi, Paris, 2014, 135 p., broché, 13,5 X 20,5 cm (ISBN 978-2-7491-3563-2)
- Keske tu lis, Elefilm, Paris, 2016, 153 p., broché, 13,5 X 20,5 cm